# Ziebart
Ziebart International Corporation es una empresa multinacional con origen estadounidense de propiedad privada, con sede en Troy, Míchigan, y es el franquiciador mundial de la marca Ziebart de tiendas de accesorios del automóvil.
Los servicios ofrecidos por las tiendas de la compañía incluyen procesos de tratamiento anticorrosivo, sellador de pintura, película de protección de pintura, detallado de automóviles, lunas tintadas; y la instalación de varios accesorios.

## Historia
El estadounidense nacido en Alemania Kurt Ziebart fue el inventor de uno de los primeros tratamientos anticorrosivos para automóviles. Mientras trabajaba en un taller mecánico de la marca Packard en Detroit, Ziebart vio los efectos de la herrumbre en las carrocerías y los chasis, y comenzó a buscar una forma de proteger los automóviles contra este efecto. El proceso que desarrolló a menudo se conoce con el nommbre de "Ziebart-ing" o "Ziebart-ed", denominación que se ha convertido en un término genérico dentro del mundo anglosajón para dar nombre a los tratamientos de protección contra la oxidación en el mundo de la automoción.
En 1959, Kurt Ziebart inició la Auto Rustproofing Company con otros dos inversores y abrió la primera tienda con el nombre exclusivo de Ziebart en la Harper Avenue de Detroit. En 1963, vendió su empresa de protección contra la oxidación a un grupo inversor.
En 1962, se abrió la primera ubicación internacional de Ziebart en Windsor, Ontario, Canadá.
En 1963, Kurt Ziebart vendió su empresa de protección contra la oxidación a un grupo inversor liderado por Roger Waindle, quien también adquirió el derecho a utilizar el nombre Ziebart, que registró con la marca comercial de la empresa, un diseño que incluye un casco y un escudo. También adquirió el derecho a emplear las herramientas exclusivas diseñadas por Ziebart, que luego miniaturizó para facilitar el proceso, que patentó. Con el control del enfoque técnico, a continuación desarrolló el paquete de franquicia que incluía manuales técnicos y de mercadotecnia. La empresa pasó a llamarse Ziebart Auto Truck Rustproofing Company.
Para 1969, la empresa tenía alrededor de 150 franquicias en el medio oeste de los EE. UU. y en Canadá. Como Waindle estaba interesado en vender la compañía, contrató a E.J. Hartmann como director de operaciones. Hartman había cursado un máster de administración de empresas por la Universidad de Míchigan y fue contratado por Shatterproof Glass Corporation, donde era el gerente de la empresa.
En 1970, Hartmann adquirió el control accionarial de Ziebart e inició un agresivo programa de ventas tanto en EE. UU. como a nivel internacional.
En 1973 abrió sus puertas en Hilo (Hawái) para ser la primera y única franquicia de Ziebart en las islas.
En 1977 presentó el "Zee-Glaze", un sellador polimérico protector que se unía químicamente a la pintura de los automóviles.
En 1979 la compañía (entonces denominada Ziebart International Corporation) adquirió Arndt Palmer Laboratories, un pequeño fabricante de productos químicos para el cuidado de automóviles de Melvindale, Míchigan. Posteriormente, esta empresa se trasladó a Redford, también en Míchigan, y se convirtió en la base para la fabricación de Ziebart de su propio sellador anticorrosivo, un producto a base de cera y petróleo.
A finales de la década, Ziebart había aumentado el número de establecimientos franquiciados en todo el mundo a más de 650 y, al mismo tiempo, había duplicado el volumen minorista de los franquiciados estadounidenses.
En 1980, Ziebart comenzó a diversificar su formato comercial y su oferta de servicios al incluir techos corredizos, estribos, vidrios polarizados y otros accesorios automotrices. Todos los automóviles fabricados por American Motors Corporation recibieron un nuevo proceso de protección contra la oxidación llamado "Ziebart Factory Rust Protection". Esto incluyó tornillos de moldura aluminizados, revestimientos de guardabarros internos de plástico, acero galvanizado en cada panel exterior de la carrocería y un baño profundo en una resina epoxi. AMC respaldó el programa de protección contra la oxidación con un componente "Libre de Óxido" de 5 años en su "Plan de protección del comprador" integral.[11]
En 1988, Ziebart adquirió los derechos de franquicia norteamericanos de su competidor Tuff-Kote Dinol. Los franquiciados de Tuff-Kote se convirtieron posteriormente a la marca Ziebart. Kurt Ziebart apareció en anuncios de televisión de difusión nacional coincidiendo con el 25 aniversario de su antigua compañía.
En 1989, Ziebart adquirió la operación de franquicia de accesorios automotrices Tidy Car. Las marcas se fusionaron y más de 250 centros de venta se convirtieron en "Ziebart Tidy Car".
En 1990, Ziebart tenía más de 1000 tiendas franquiciadas en 40 países y más de 100 millones de dólares en ventas de distribuidores en todo el mundo.
En 1995, Hartmann vendió la propiedad de Ziebart International Corporation a Employee Stock Ownership Plan (ESOP) dirigida por Thomas Wolfe, el entonces director financiero. Hartman se retiró poco después.
En 1998, Ziebart celebró un acuerdo de marca compartida con Speedy Auto Glass y comenzó a ofrecer reemplazo de vidrios para automóviles en muchos de sus centros. También se asoció para compartir la marca con Rhino Linings USA, que ofrece revestimientos de poliuretano en aerosol para cajas de camiones.
A 2011, había más de 400 ubicaciones de Ziebart en 30 países de todo el mundo.
En 2014, Ziebart presentó una película de protección de pintura patentada.

## Publicidad
Ziebart creció en gran parte debido a sus exitosas campañas publicitarias.
- En 1970, la publicidad corporativa comenzó con anuncios de Ziebart que aparecían en las revistas Life, Look, Time, Newsweek y otras publicaciones nacionales.
- En radio y televisión, Don Rondo cantó el famoso estribillo de Ziebart, "It's Us, Or Rust", que fue escrito por Artie Fields.[10]
- El actor Malachi Throne puso la voz en varias campañas publicitarias de Ziebart emitidas en la televisión nacional a principios de la década de 1970.
- En 1975, Rod Serling de la serie The Twilight Zone fue la voz de Ziebart en una campaña de anuncios de televisión.[7]
- En 1979, el actor Cameron Mitchell se convirtió en la imagen a vivel nacional de Ziebart en una serie de anuncios de televisión que duró varios años.[11]
- En 1983, la personalidad de la radio Russ Gibb fue la voz en off en los anuncios de televisión de protección contra la oxidación de Ziebart.
- En 1985, la primera campaña televisiva ganadora del Clio Award de Ziebart, "Friend of the Family (Rust in Peace)", comenzó a emitirse, con el actor Andrew Duggan haciendo la voz en off.[12]
- En 1988, el fundador de la compañía Kurt Ziebart apareció en anuncios de televisión coincidiendo con su 25 Aniversario.
- En 1997, Ziebart realizó una campaña publicitaria con Adam West (el actor protagonista de Batman en televisión) como su portavoz.[9]

Las agencias de publicidad de Ziebart a lo largo de los años incluyen a Meltzer Aaron & Lemen (San Francisco, CA), Ross Roy (Detroit, MI), Simons Michelson Zieve (Troy, MI) y Doyle Dane Bernbach (Nueva York, NY) .
La agencia de relaciones públicas de Ziebart desde 1970 hasta 1993 fue Anthony M. Franco Inc (Detroit, Míchigan).